# Wioleta Tomczak
Wioleta Barbara Tomczak z domu Szkaradkiewicz (ur. 21 kwietnia 1988 w Gdyni) – polska polityk, specjalistka w zakresie zdrowia publicznego i nauczycielka akademicka, posłanka na Sejm X kadencji.

## Życiorys
Uzyskała magisterium ze zdrowia publicznego na Gdańskim Uniwersytecie Medycznym; odbyła także studia doktoranckie na tej uczelni. Została asystentką w Zakładzie Zdrowia Publicznego i Medycyny Społecznej na macierzystym uniwersytecie. Pracowała także w Polskim Towarzystwie Programów Zdrowotnych (m.in. jako dyrektorka biura) oraz jako specjalistka ds. zdrowia publicznego w Gdyńskim Centrum Zdrowia.
Zaangażowała się w działalność polityczną w ramach Polski 2050 Szymona Hołowni, została członkinią zarządu regionu pomorskiego partii i przewodniczącą jej koła w Gdyni. W wyborach parlamentarnych w 2023 uzyskała mandat posłanki X kadencji z okręgu gdyńskiego, startując z 3. miejsca na liście Trzeciej Drogi i zdobywając 13 217 głosów. W 2024 wystartowała w wyborach do Parlamentu Europejskiego jako liderka tej koalicji w okręgu nr 1.

## Wyniki w wyborach ogólnopolskich
| Wybory | Komitet wyborczy                | Komitet wyborczy | Organ           | Okręg          | Wynik          |
| ------ | ------------------------------- | ---------------- | --------------- | -------------- | -------------- |
| 2023   |                                 | Trzecia Droga    | Sejm X kadencji | nr 26          | 13 217 (1,94%) |
| 2024   | Parlament Europejski X kadencji | Trzecia Droga    | nr 1            | 17 619 (2,37%) |                |

## Życie prywatne
Córka Stanisława i Barbary. Mężatka, ma dwie córki.